# Musica dell'Africa occidentale

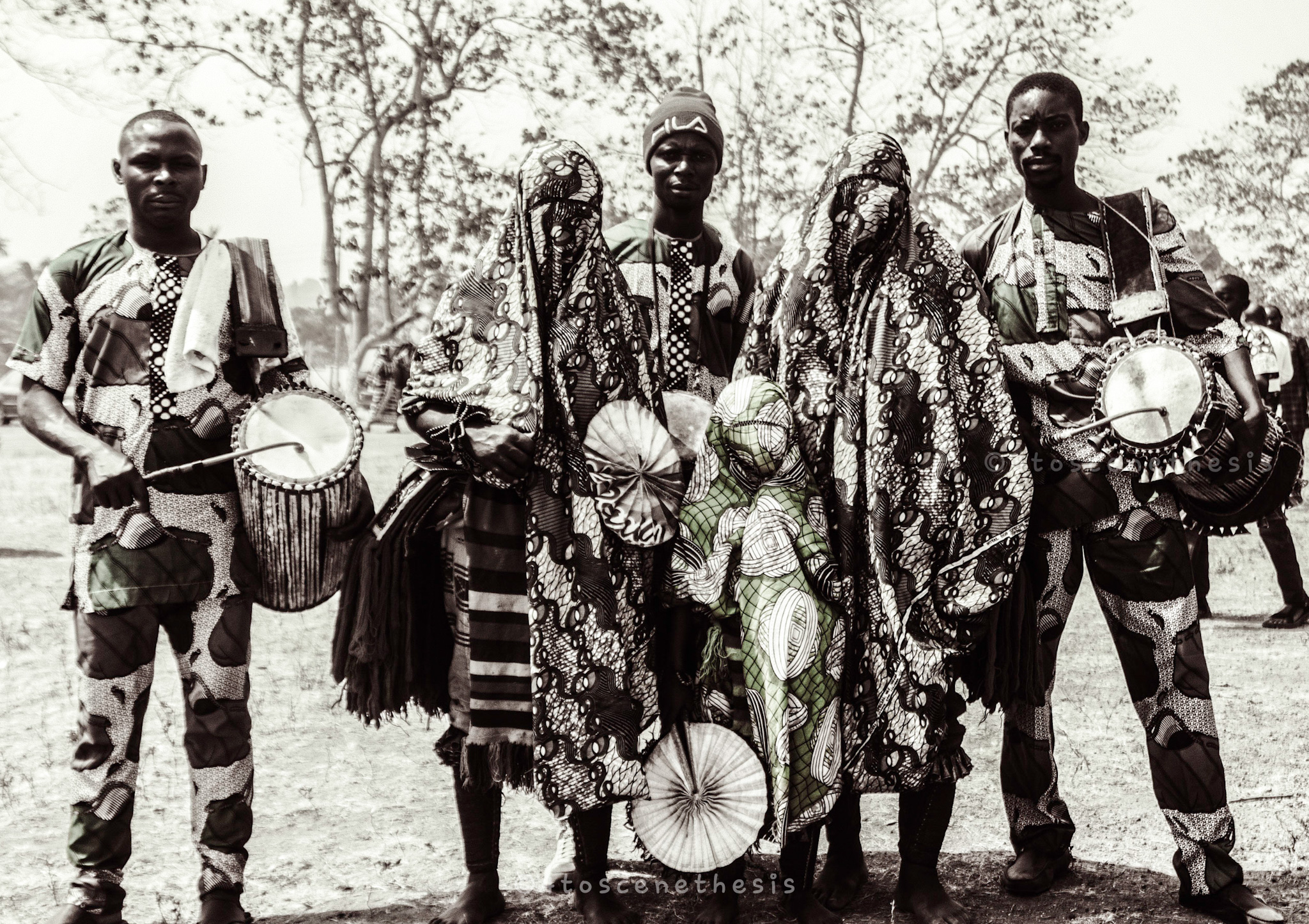
Musicisti yoruba

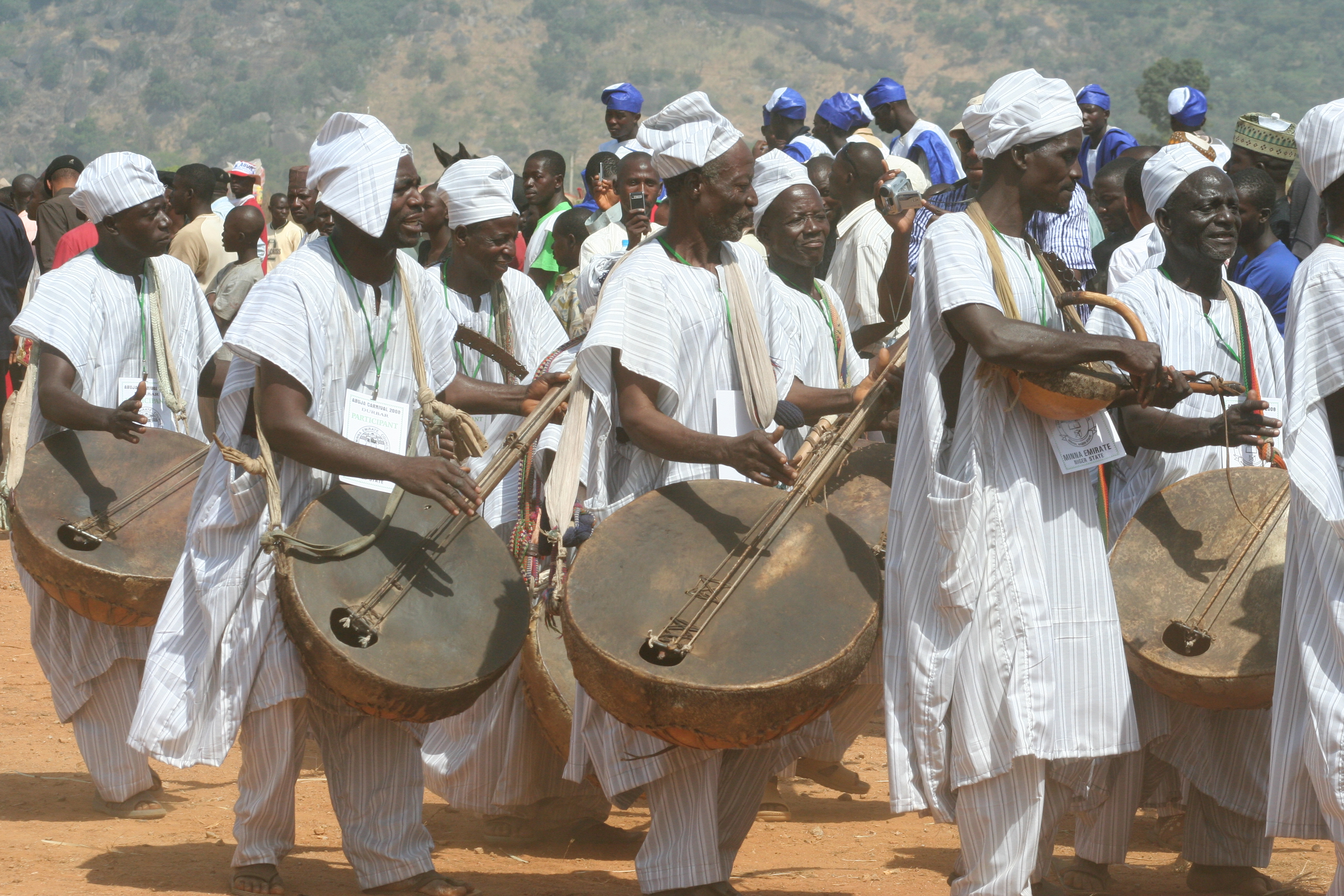
Suonatori di Goje della Nigeria settentrionale

La musica dell'Africa occidentale ha una storia significativa e i suoi suoni variegati riflettono la vasta gamma di influenze delle regioni e dei periodi storici della zona.

## Storia
La musica tradizionale dell'Africa occidentale varia a causa della sua separazione regionale, ma può essere caratterizzata da due tipologie distinte: la musica islamica e la musica secolare indigena. La diffusa influenza dell'Islam sulla cultura nell'Africa occidentale risale almeno al IX secolo, facilitata dall'introduzione dei cammelli nelle rotte commerciali tra il Nordafrica e l'Africa occidentale. La musica dell'Africa occidentale influenzata dall'Islam include comunemente l'uso di strumenti a corde come il goje, mentre la musica tradizionale dell'Africa occidentale più secolare incorpora un maggiore uso di tamburi come il djembe.
Gli stili musicali contemporanei nell'Africa occidentale sono stati influenzati dalla musica americana, dal jazz africano e dalla musica gospel. La migrazione forzata degli africani verso le Americhe come risultato del commercio transatlantico degli schiavi diede origine alla musica kaiso, che ha influenzato i suoni del Calypso, uno stile molto popolare in tutta l'Africa occidentale.
I griot, conosciuti anche come 'musicisti erranti', hanno tradizionalmente avuto un ruolo importante nella distribuzione della musica in tutta l'Africa occidentale, poiché il loro scopo è quello di diffondere la tradizione orale attraverso la narrazione musicale. Il ruolo dei griots rimane significativo nel preservare le culture dei gruppi etnolinguistici più piccoli.

## Musica popolare
I suoni della musica popolare in tutta l'Africa occidentale sono paragonabili a una combinazione di musica occidentale, latinoamericana e africana tradizionale. Generi come Highlife, Afro-Calypso e African Jazz riflettono questa fusione e si sono sviluppati sui suoni di questi stili.

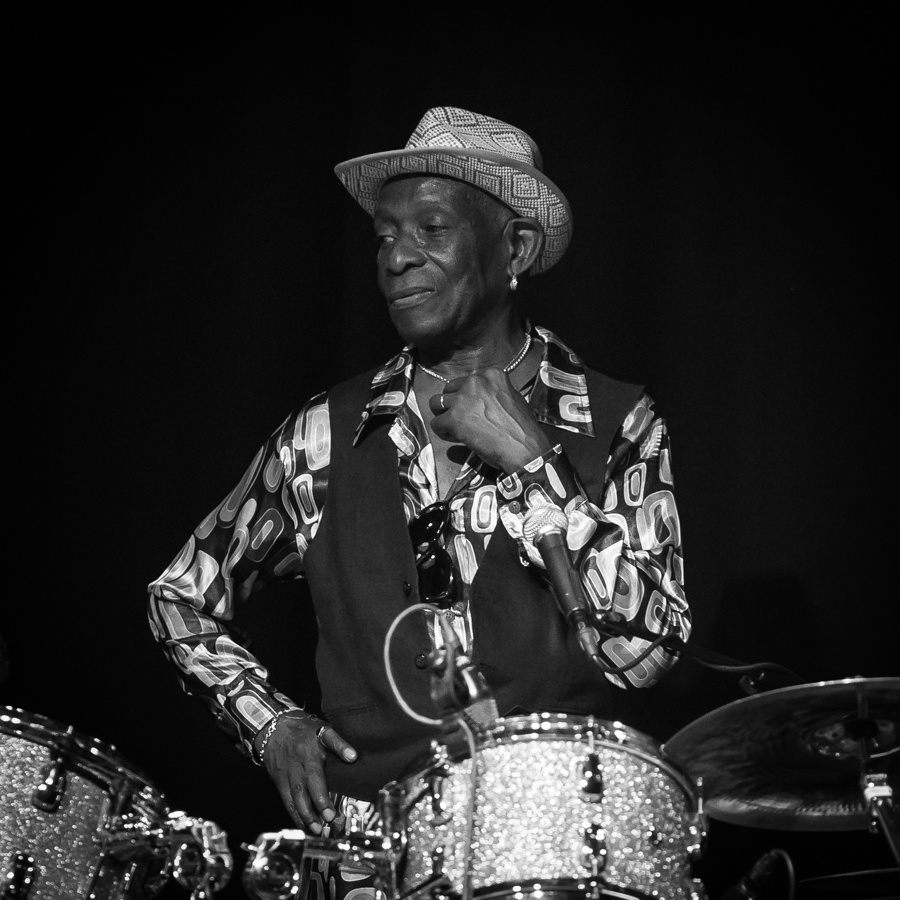
Il batterista afrobeat Tony Allen nel 2015

Highlife è uno stile musicale allegro, multi-strumentale e gioviale cantato in molte lingue regionali tra cui Igbo, Yoruba e Ewe. Lo studioso di musica ghanese V. Kofi Agawu (2006) scrive: "Highlife è investito di un insieme di attributi che includono orgoglio personale e comunitario, maestosità, soddisfazione di sé e un autocompiacimento strategico".
Highlife è raramente cantato in inglese. La sua forma originale ha le sue origini in Ghana, tuttavia la maggior parte delle regioni che hanno adottato la musica Highlife compongono le proprie variazioni sui suoi suoni, alterandone il ritmo, la strumentazione e i testi. E.T. Mensah e E.K. Nyame erano due musicisti ghanesi pionieri del genere Highlife, che hanno guadagnato grande popolarità e consensi nel corso della loro carriera.
L'Highlife è regolarmente suonato da big band composte da una grande varietà di strumenti. La prevalenza di strumenti moderni, tipicamente europei, nelle big band Highlife risale al XIX secolo; quando fu fondata la Gold Coast, missionari e mercanti europei portarono con sé fisarmoniche, ottoni, chitarre e armoniche. I suoni di questi strumenti combinati con la musica più tradizionale incentrata sui tamburi dell'Africa occidentale per creare la fusione che è l'Highlife. Un fattore importante nell'aumento della popolarità dell'Highlife durante la metà del XX secolo fu il desiderio di sollevare il morale dopo la seconda guerra mondiale.
La musica calypso rimane popolare in tutta l'Africa occidentale. Sviluppati dal kaiso dell'Africa occidentale, i suoni del calypso sono simili a quelli dell'highlife, tuttavia i due differiscono leggermente nei testi e nella strumentazione. I testi highlife sono generalmente ripetuti più di quelli nelle canzoni calypso, nonostante l'argomento dei due generi rimanga simile: entrambi riguardano comunemente le relazioni romantiche e il desiderio.
Molti generi e stili di musica popolari nei Caraibi e nelle Antille francesi hanno le loro radici nell'Africa occidentale a causa della tratta atlantica degli schiavi africani sotto vari imperi coloniali europei. Ciò comportò il trasporto di massa di popolazioni dell'Africa occidentale come gli Ewe e gli Yoruba, che portarono con sé i suoni distinti della loro cultura musicale.
L'afrobeat è un genere musicale con grande popolarità in tutta l'Africa occidentale. Nato in Ghana all'inizio del XX secolo, l'afrobeat è cresciuto in popolarità negli anni '60. Questa crescita è dovuta principalmente alla notevole fama di Fela Kuti, il “padre dell’afrobeat”, e di altri artisti fondamentali come Tony Allen e Ebo Taylor. L'afrobeat è influenzato dalla musica del vino di palma e dall'highlife ghanese, così come dal jazz, dal funk e dal fuji. Fela Kuti ha coniato il termine 'Afrobeat' già nel 1968 nel suo paese natale, la Nigeria.
La musica afrobeat è caratterizzata da gruppi multi-strumentali che suonano un groove ispirato al jazz e al funk con particolare attenzione ai riff di chitarra e alle sezioni di fiati. I testi sono stati storicamente di natura politica, con i testi di Fela Kuti che coprono argomenti dal potere nero alla dittatura. I primi suoni di Afrobeat hanno influenzato artisti occidentali come il produttore britannico Brian Eno e il rapper americano Talib Kweli, mentre il gruppo EDM americano Major Lazer è noto per la regolare inclusione di ritmi ispirati all'Afrobeat nella loro musica.
L'afrobeat è comunemente confuso con Afrobeats, quest'ultimo è un termine più generale usato per descrivere la musica popolare contemporanea in tutta l'Africa occidentale. Un tratto distintivo del suono Afrobeats è la sua attenzione ai ritmi di batteria, comunemente realizzati elettronicamente. Davido, Wizkid, Burna Boy e Tekno sono artisti afrobeat dell'Africa occidentale molto popolari.

## Struttura ritmica

### Metro[18]
La musica africana può essere suddivisa in due grandi categorie;
1. Musica ballabile che può essere ulteriormente suddivisa in:
i. Un set di 12 punti che può essere simile alla musica in 68  (es. ••• ••• I ••• •••)
ii. Un set di 16 punti che può essere simile alla musica in 24  (es. •••••••• I •••• ••••••)
12 punti tendono ad essere utilizzati nelle occasioni formali, mentre 16 punti tendono ad essere più casual
2. Musica che non è considerata ballabile e che può essere ulteriormente suddivisa in:
i. Un insieme incrociato con un set di 12 punti con i gruppi irregolari
ii. Un insieme incrociato con un set da 16 punti composto da terzine
Questo stile è tipicamente riservato al rituale o al culto

### La forma[19]
Le canzoni dell'Africa occidentale di solito possono essere suddivise in due categorie:
1. La parte solista, che:

i. Può essere fortemente alterata dal cantante
ii. Tende a non essere accentato
2. Il ritornello che:
i. Può fungere da ritornello alla parte solista
ii. Tende ad avere un accento simile alla musica occidentale.
L'altezza può influenzare il modo in cui le parti vocali vengono accentate:
i. I toni alti sono leggermente accentati
ii. I toni bassi non hanno accento
Questa accentuazione è il risultato delle lingue locali, dove il tono e l'accento possono determinare quale parola viene detta. Rispetto al ritmo, la melodia non è importante e può essere modificata a discrezione dei musicisti.

### Il gruppo dei tamburi[18]
Il gruppo dei tamburi è fondamentale per preservare il ritmo di una canzone. Le responsabilità del gruppo sono tipicamente divise in due categorie:
1. L'ostinato: batteristi di sottofondo che si concentrano sul mantenimento del ritmo circolare
2. Il maestro batterista: “proietta” manipolazioni ritmiche all'interno della struttura temporale

Il ruolo del maestro batterista può essere ulteriormente suddiviso in:
1. Imposta gruppi di estrapolazione e mascheramento
2. Sottoinsiemi e superset sfalsati
3. Imposta l'interpolazione

## L'orchestrazione

### Percussioni

#### Djembe

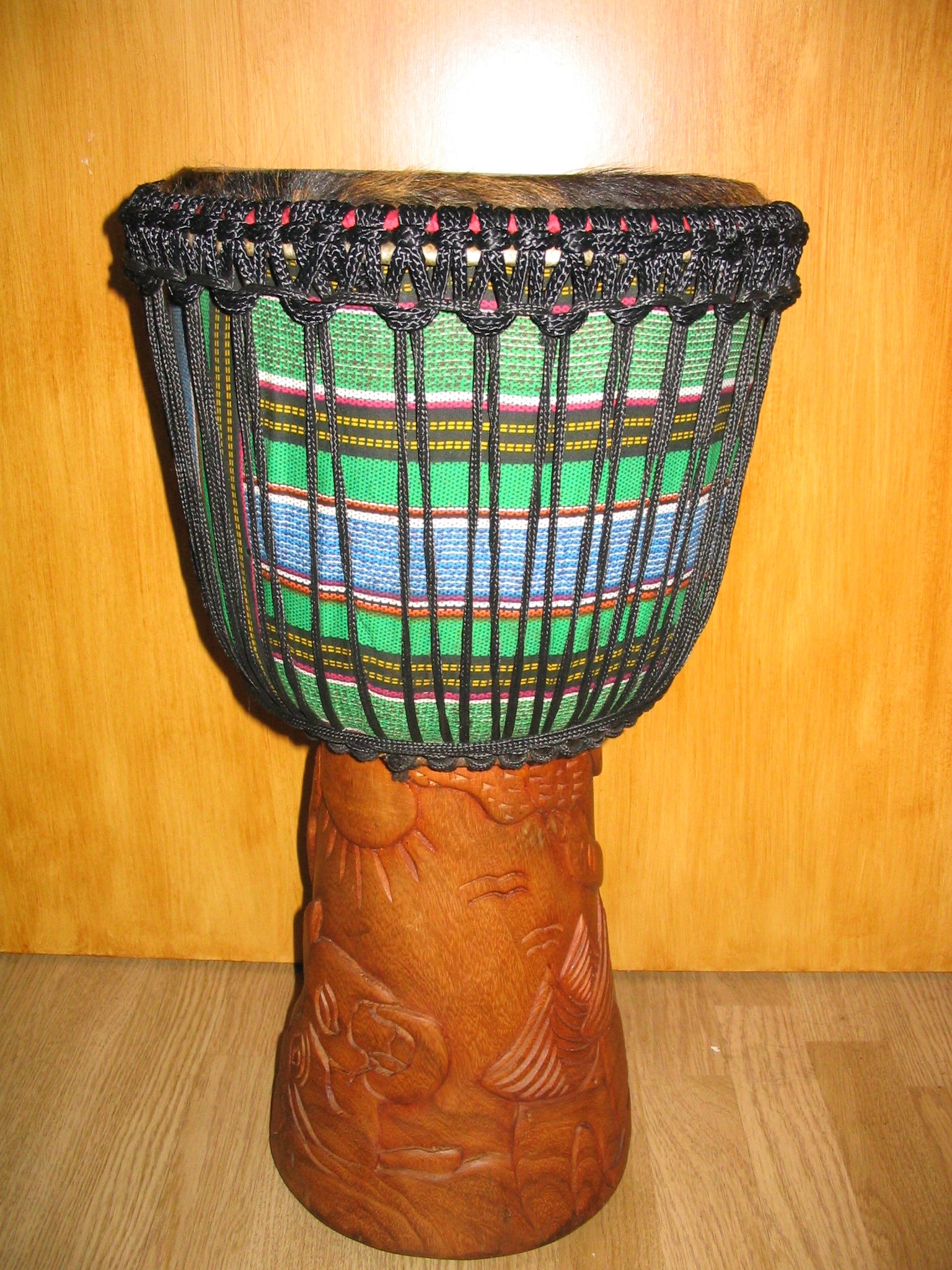
Un tradizionale tamburo djembe.

Il ritmo è il fondamento della musica tradizionale dell'Africa occidentale, quindi gli strumenti a percussione svolgono un ruolo importante nella costruzione dei suoi suoni. La musica tradizionale dell'Africa occidentale prevede l'uso di una varietà di strumenti a percussione, il più popolare dei quali è il djembe. Conosciuto anche come il 'tamburo magico' o 'tamburo curativo', il djembe è spiritualmente importante per la tradizione africana occidentale poiché si ritiene che tre spiriti risiedano all'interno del tamburo. Questi spiriti sono quelli dell'albero che ha fornito la struttura di legno del tamburo, dell'animale che ha fornito la pelle per il tamburo e dell'intagliatore o assemblatore di tamburi.
I suoni del djembe variano dai suoni di basso con tonalità grave, ottenuti battendo il centro della pelle con una mano piatta e tesa, a suoni di tono e schiaffo, che hanno un tono più alto, creati colpendo la pelle più vicino al suo bordo con solo la punta delle dita. La maggiore tensione della pelle della testa del tamburo, verso il bordo, produce questa nota più acuta.
Il djembe gioca un ruolo importante nella musica tradizionale in quanto è visto come un modo per comunicare esperienze emotive in situazioni comuni. L'enfasi sul djembe e molti altri tamburi, in quanto dotati della capacità di 'parlare' mostra come questi tamburi siano apprezzati per i loro scopi comunicativi.
I suoni del djembe dell'Africa occidentale stanno diventando sempre più popolari nel mondo occidentale. Il musicista guineano Fodéba Keïta ha incorporato l'uso del djembe durante il tour mondiale degli anni '50 della sua compagnia di danza, Les Ballets Africains, che ha eseguito varie canzoni e danze tradizionali dell'Africa occidentale. Ciò aumentò notevolmente la conoscenza del djembe e di altri strumenti dell'Africa occidentale in tutta l'Europa e in Asia.
Alcuni batteristi dell'Africa occidentale famosi per la loro abilità nel djembe sono Famadou Konaté, Mamady Keïta, Babatunde Olatunji e Abdoulaye Diakité. Queste persone sono ciò che in tutta l'Africa sono conosciuti come maestri batteristi.

#### Balafon

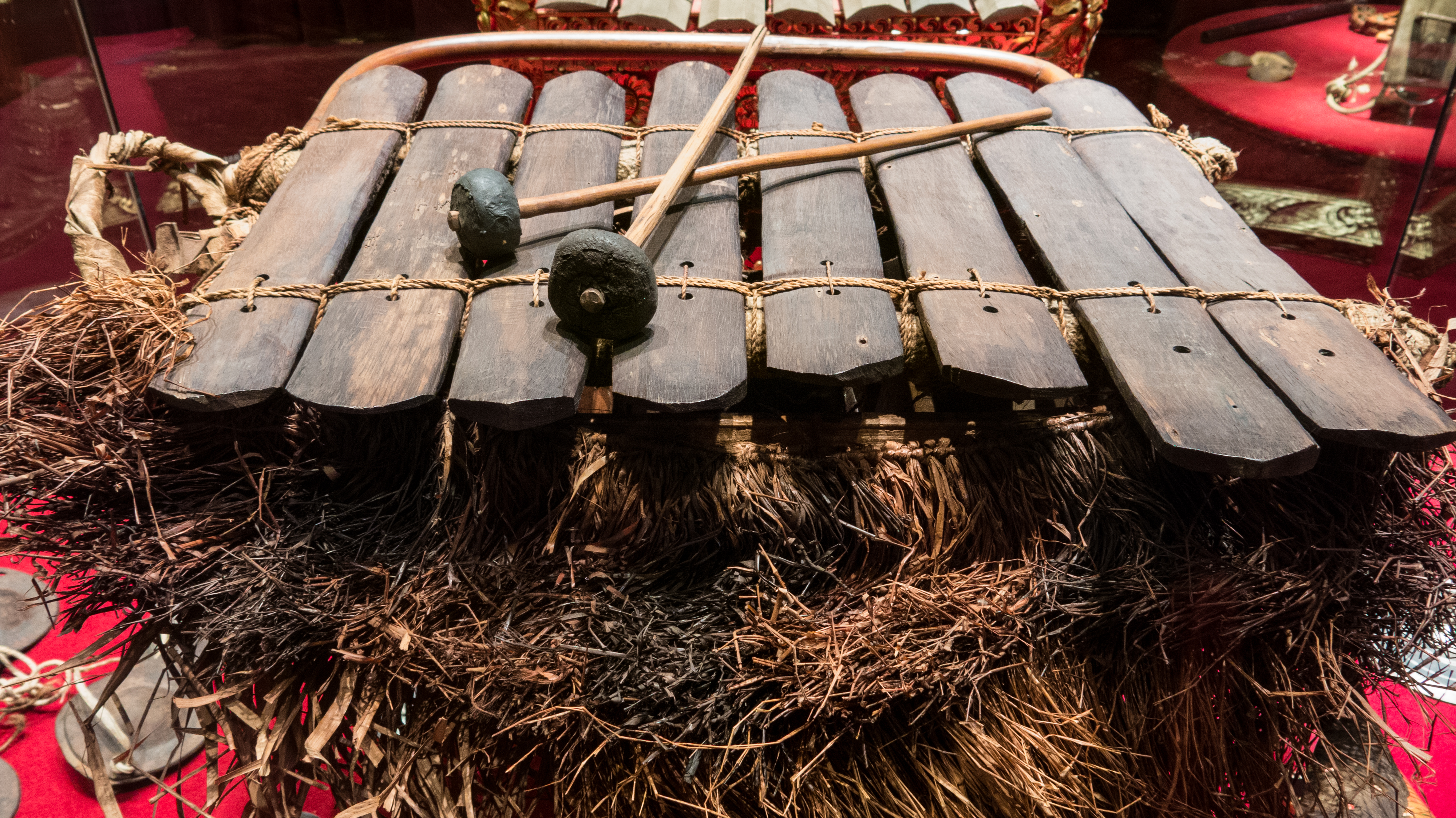
Un balafon

Il balafon è uno strumento simile allo xilofono nei paesi occidentali. Membro della famiglia degli strumenti idiofoni, il balafon è usato da molti griot e si trova comunemente a Brikama, un luogo di grande spessore culturale e musicale. Anche i popoli Sosso e Mandingo della Guinea usano regolarmente il balafon nei loro canti e balli tradizionali.
Per creare un suono, i tasti di legno su una struttura di bambù vengono colpiti con mazzuole di gomma. Un balafon ha tipicamente da 17 a 21 tasti, comprendenti da tre a quattro ottave con accordatura pentatonica o diatonica. Il numero di tasti di un balafon dipende dalla loro larghezza e dall'altezza desiderata. I tasti larghi producono un suono con un tono basso, mentre i tasti più stretti producono un suono più acuto.
Strumento di grande significato culturale, il balafon ha dietro di sé molte storie complesse, tuttavia molte narrazioni regionali affermano che esseri soprannaturali donarono il balafon e le abilità per suonarlo a uno specifico antenato. Questo antenato ha poi tramandato la conoscenza musicale alle generazioni più giovani.
La musica del balafon è considerata molto simile al parlato, in quanto produce tonalità simili alle voci umane. Di conseguenza, il balafon può essere usato per commenti politici o sociali, sostituendo i testi con i toni.

### Strumenti a corda
Gli strumenti a corda sono stati una parte importante della musica dell'Africa occidentale almeno dal XIV secolo, quando fu registrato che venivano suonati durante una cerimonia reale in Mali. Le tradizioni orali dei Soninke indicano che il loro uso risale ai tempi dell'Impero del Ghana. C'è una varietà di strumenti a corda in tutta l'Africa occidentale. Comuni tra questa varietà sono i liuti come lo xalam, i liuti-arpa come la kora e i fiddles, compreso il goje.

#### Kora
La kora è uno strumento a corda originario del Gambia. Di solito ha 21 corde, tuttavia, proprio come gli altri strumenti, ci sono variazioni a seconda delle origini regionali dello strumento: non è raro che la kora abbia 22 corde nel Senegal meridionale e nella Guinea-Bissau.
Con un corpo fatto di zucca e un collo che si estende per circa un metro, la kora viene tenuta in posizione verticale e pizzicata da un suonatore seduto, solitamente accompagnando testi su una persona o famiglia. La kora è tipicamente accordata diatonicamente e ha un'estensione di oltre tre ottave.
Papa Susso, Toumani Diabaté e Jaliba Kuyateh sono rinomati suonatori di kora famosi per la loro abilità strumentale.

#### Xalam
Lo xalam è un liuto che ha due corde per la melodia e da due a quattro corde aggiuntive di ottava. Lo xalam ha origine nel popolo Wolof ed è spesso suonato in coppia, in cui un suonatore ripete un motivo musicale mentre un altro racconta una storia. Ha un corpo lungo e di legno, tipicamente rettangolare o a forma di ovale. Una faccia di vacchetta è tesa sul corpo sotto le corde, e verso il fondo di questa membrana è praticato un foro circolare.
La posizione e il metodo di esecuzione sono simili al modo in cui un musicista utilizzerebbe una chitarra, tuttavia la mano sinistra, che sostiene il manico dello strumento, viene utilizzata solo per pizzicare le due corde della melodia. Le altre corde possono essere pizzicate o strimpellate, come una kora.
Le canzoni tradizionali suonate sullo xalam sono spesso accompagnate da testi su eventi storici, comunemente le vittorie di guerrieri e capi.

#### Goje
Il goje è un violino con una o due corde, suonato con un bowstring (ua corda). Le sue origini risalgono al popolo Hausa e il goje è culturalmente importante per la convinzione che sia intriso della capacità di comunicare con gli spiriti.
Per celebrare nascite, matrimoni e inaugurazioni politiche si svolgono spettacoli secolari di musica goje.

## La danza
Un elemento importante nell'esperienza della musica dell'Africa occidentale, sia tradizionale che contemporanea, in particolare la musica gospel, è l'espressione fisica attraverso la danza. Le danze prendono comunemente il nome dalle melodie musicali che seguono, come Yankadi, originaria della Guinea sudoccidentale. Questa è una danza lenta che pone l'accento sulla seduzione; due file di uomini e donne si affrontano e ballano ponendo l'accento sul contatto visivo e 'toccandosi a vicenda le mani e la regione del cuore'. Questo si sviluppa nel Makru, un elemento dal ritmo più veloce di questa danza di corteggiamento che viene ballata separatamente dal proprio partner.
In molte regioni dell'Africa occidentale, la danza tradizionale è considerata parte del linguaggio, un modo per tradurre e comunicare esperienze. La danza è anche un modo attraverso il quale gruppi linguistici e culturali diversi possono rappresentarsi e distinguersi. Ad esempio, la danza Mbalax è un segno distintivo culturale significativo del Senegal, e la danza Bata è tradizionale per il popolo Yoruba del sud-ovest della Nigeria.
La maggior parte delle danze tradizionali in tutta l'Africa occidentale dell'Africa occidentale sono designate per un genere specifico, che richiede un'attenta pratica e coordinamento in modo che un ballerino possa esprimere pienamente il significato dietro una determinata danza. Ad esempio, la danza Mbalax affonda le sue origini come parte delle cerimonie di passaggio del rito ndut ed è quindi tradizionalmente considerata un processo sacro.